# Rachad Bernoussi
Rachad Bernoussi, ook wel bekend als Club Rachad Bernoussi, is een Marokkaanse voetbalclub, gevestigd in de Marokkaanse stad Casablanca. De in 1961 opgerichte club komt uit in de GNF 2 en speelt zijn thuiswedstrijden in Complexe Bernoussi. De traditionele uitrusting van Rachad Bernoussi bestaat uit een blauw en wit tenue.

## Prestaties in CAF-competities
- CAF Confederation Cup: 1x

2008 – Eerste ronde
Raja de Beni Mellal ·
Club Jeunesse Ben Guerir ·
Rachad Bernoussi ·
Youssoufia Berrechid ·
Maghreb Fez ·
Wydad de Fès ·
JA Kasbah Tadla ·
KAC Kenitra ·
Jeunesse Massira ·
Mouloudia Oujda ·
US Musulmane d'Oujda ·
AS Salé ·
Union de Sidi Kacem ·
Wydad de Témara ·
Ittihad Zemmouri de Khémisset